# Austrotyphlops nigrescens
Austrotyphlops nigrescens là một loài rắn trong họ Typhlopidae. Loài này được Gray mô tả khoa học đầu tiên năm 1845.